# Семипалатинский цементный завод
Семипалатинский цементный завод — промышленное предприятие в Абайской области.
Основан в 1958 году. В октябре 2000 года прошла реконструкция завода, введена линия по производству сухих строительных смесей. Основная продукция — цемент (портланд марок М-400, М-500), клинкер, известь и др. Ежегодно выпускает 1230000 тонн цемента.